# Setophaga ruticilla
Setophaga ruticilla là một loài chim trong họ Parulidae.